# دورا غارسيا
دورا غارسيا (بالإسبانية: Dora García)‏ هي فنانة ومصورة إسبانية، ولدت في 1965 في بلد الوليد في إسبانيا.

## وصلات خارجية
- الموقع الرسمي
- دورا غارسيا على موقع IMDb (الإنجليزية)
- دورا غارسيا على موقع قاعدة بيانات الفيلم (الإنجليزية)